# Albert Louis Courtial
Albert Louis Courtial  (Amersfoort, 30 april 1937 - 
Uden, 6 september 1989)  was een Nederlands artiest, hij was een (circus)clown bij circus Boltini en Sarrasani.

## Levensloop
Albert werd geboren als jongste zoon van Jean Isidore Courtial, die van huis uit een Franse paardenhandelaar was. Jean Isidore werd tijdens de Eerste Wereldoorlog dronken gevoerd en geronseld als soldaat voor het Franse leger. Toen hij later in de oorlog deserteerde, vluchtte hij van Frankrijk naar Nederland.
Eenmaal aangekomen in Nederland ontmoette hij zijn latere echtgenote Anna Westenberg, die al een kind had uit een eerdere relatie. Ze kwam uit een oude kermis- en theaterfamilie. Uit dit huwelijk kwamen vijf kinderen.
Op zijn twintigste werkte Albert als bokser op de Tilburgse Kermis, in de bokstent van zijn ooms. Albert speelde, samen met zijn vijftien jaar oudere broer Jan, als het clownsduo Courtials bij het circus Boltini en Sarrasani.